# Ringstedt, Geestland
Ringstedt är en ortsteil i staden Geestland i Landkreis Cuxhaven i förbundslandet Niedersachsen i Tyskland. Ringstedt var en kommun fram till 1 januari 2015 när den uppgick i Geestland. Kommunen Ringstedt hade 802 invånare 2014.